# Xanadu (album)
Xanadu – album zawierający ścieżkę dźwiękową z filmu Xanadu. Autorem utworów z pierwszej strony albumu jest John Farrar, wykonała je piosenkarka Olivia Newton-John. Autorem utworów z drugiej strony albumu jest Jeff Lynne. Zostały one wykonane przez zespół Electric Light Orchestra. Single z tego albumu to: „Magic” i „Suddenly” (strona pierwsza) oraz „All Over the World”, „I'm Alive” i „Xanadu” (strona druga). Największy sukces osiągnął singiel „Magic”.

## Lista utworów

### Strona A
(Olivia Newton-John)
1. „Magic” – 4:31
2. „Suddenly" (duet z Cliffem Richardem) – 4:02
3. „Dancin'” (duet z The Tubes) – 5:17
4. „Suspended in Time” – 3:55
5. „Whenever You're Away From Me" (duet z Gene’em Kellym) – 4:22

### Strona B
(Electric Light Orchestra)
1. „I'm Alive” – 3:46
2. „The Fall” – 3:34
3. „Don't Walk Away” – 4:48
4. „All Over the World” – 4:04
5. „Xanadu” (śpiew: Olivia Newton-John) – 3:28